# سانتياغو غارسيا (كاهن كاثوليكي)
سانتياغو غارسيا (بالإسبانية: Santiago García Aracil)‏ (و. 1940 – 2018 م) هو كاهن كاثوليكي إسباني، ولد في بلنسية، توفي في بلنسية، عن عمر يناهز 78 عاماً.

## مناصب
تولى منصب Roman Catholic Archbishop of Mérida-Badajoz ‏
- أسقف كاثوليكي
- أسقف أبرشية [الإنجليزية]‏
- مطران كاثوليكي
- bishop of Jaen  [لغات أخرى]‏
- أسقف من غير أبرشية [الإنجليزية]‏

.